# Ben Cropp
Ben Cropp is een Australisch cameraman en avonturier. Cropp is een voormalig haaivanger en zesvoudig speervis-kampioen. Daarna legde hij zich meer toe op natuurbescherming. Hij maakte documentaires over wilde dieren sinds 1962. Een van de films is Young Adventurers; deze werd genomineerd voor een Emmy Award. 
In 1977 ontdekte hij het wrak van HMS Pandora. Hij claimde de ontdekking van meer dan 150 scheepswrakken.
In 1999 werd hij een lid van de Order of Australia en in 2000 werd hij met Jacques-Yves Cousteau en anderen lid van de International Scuaba Diving Hall of Fame.
Op 4 september 2006 gaf Ben Cropp deskundig commentaar in de media op door anderen gemaakte filmbeelden van de dood van de wereldberoemde krokodillenworstelaar en maker van natuurdocumentaires Steve Irwin. Steve werd door een pijlstaartrog in het hart gestoken en kwam daarna te overlijden.